# Цуттер, Адольф
Адольф Цуттер (нем. Adolf Zutter; 10 февраля 1889, Цвайбрюккен, Германская империя — 27 мая 1947, Ландсбергская тюрьма) — гауптштурмфюрер СС, адъютант коменданта концлагеря Маутхаузен.

## Биография
Адольф Цуттер родился 10 февраля 1889 года в семье кузнеца Людвига Цуттера. В 1905 году окончил реальное училище в Цвайбрюккене. С 1906 года посещал учительский институт в Блискастеле для получения специальности учителя народной школы. В 1908 году завершил обучение в педагогическом училище в Кайзерслаутерне. После окончания стажировки в разных народных школах в 1912 году сдал экзамен по специальности. До 1921 года работал учителем народной школы. Летом 1914 года Цуттер был вынужден прекратить педагогическую деятельность на 4,5 месяца, поскольку был призван в 22-й баварский пехотный полк.
В 1921 году проходил курс обучения в ремесленной школе в Кайзерслаутерне, в течение которого работал в слесарной мастерской, в малярном отделе и на строительном производстве. В 1923 году стал преподавателем профессионального училища. Во время преподавания в профессиональном училище Цуттер в течение десяти лет по совместительству был консультантом по выбору профессии на бирже труда в Цвайбрюккене. В 1935 году уволилися с работы.
В мае 1933 года вступил в НСДАП (билет № 3543330) и СС (№ 226911). С 1935 года состоял в штабе 10-го штандарта СС. С ноября 1937 года Цуттер служил в полицейском управлении в Цвайбрюккене. В августе 1939 года поступил на службу в концлагерь Дахау, где стал начальником взвода охранной роты. 27 сентября 1939 года рота была переведена для охраны транспорта с заключёнными в концлагерь Маутхаузен. Цуттер оставался командиром взвода, до того как в январе 1941 возглавил роту. В 1942 году Цуттер недолгое время занимал должность командофюрера в каменоломне Wiener Graben. В июне 1942 года стал адъютантом коменданта лагеря. На этой должности отвечал за выполнение приказов коменданта, подбора персонала и ведал перепиской коменданта. Цуттер составлял характеристики и подготавливал документы для повышения офицеров СС, а также подписывал приказы о казнях заключенных. Кроме того, до 1944 года был председателем лагерного суда. В апреле 1945 года стал главным казначеем лагеря.
20 июня 1945 года был арестован в городе Кирхдорф-ан-дер-Кремс и доставлен в Дахау, где предстал перед судом. Сам Цуттер на судебном процессе заявлял, что ни разу не поднимал руку на заключенных и не сделал ни одного выстрела. 13 мая 1946 года американский военный трибунал приговорил его к смертной казни через повешение. При вынесении приговора было принято во внимание участие в казнях и уничтожении заключенных в газовой камере. 27 мая 1947 год приговор был приведён в исполнение в Ландсбергской тюрьме.